# Ferdinand Langenberg

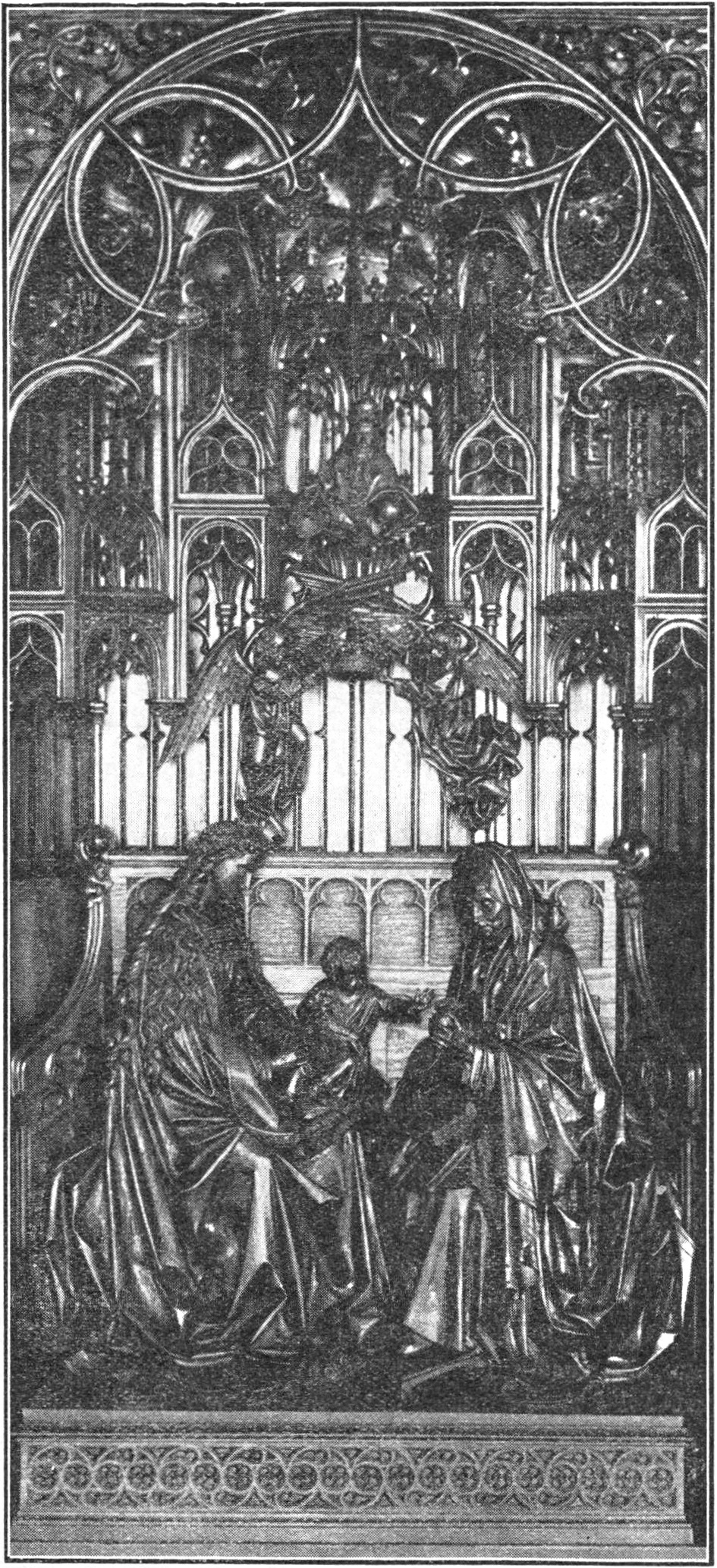
Ferdinand Langenberg. Anna selbdritt. Ohne Jahr. Venlo, Martinikerk.

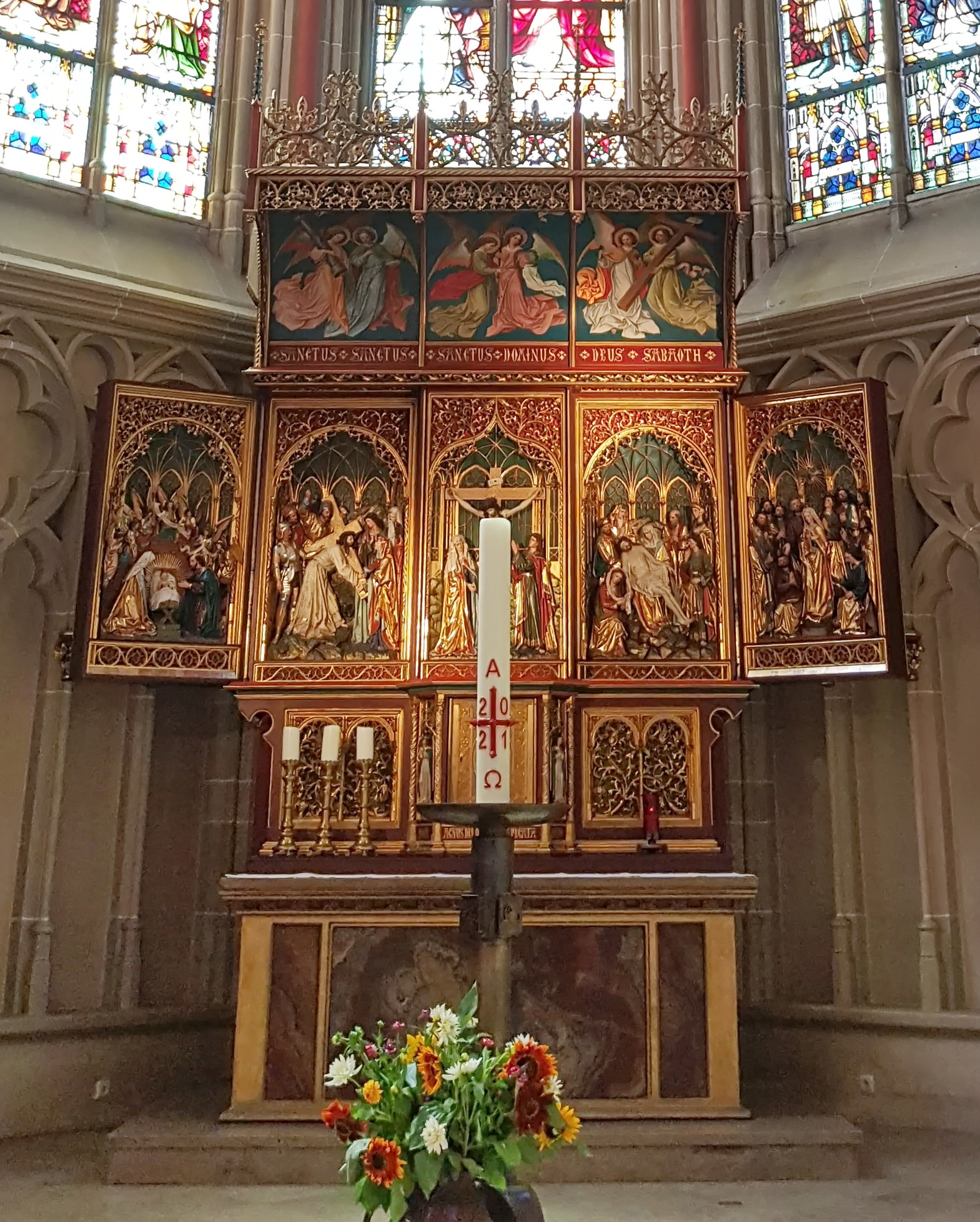
Hochaltar aus dem Jahr 1908, der von Ferdinand Langenberg gestaltet und fertiggestellt wurde, in der Kapelle Maria Hilf in Havixbeck.

Ferdinand Langenberg (* 7. April 1849 in Goch; † 17. Februar 1931) war ein deutscher Bildschnitzer.

## Leben
Ferdinand Langenberg wurde als Sohn des Kupferschlägers Heinrich Langenberg und seiner Frau Anna Margarathe in Goch geboren. Nach dem Tod der Mutter 1859 verbrachte er viel Zeit bei seinem Großvater Johannes Langenberg, einem Zimmermann in Kalkar. 1863 begann er eine Lehre als Bildschnitzer in Boxmeer.
Nach der Ausbildung 1867 ging er auf Wanderschaft nach Aachen und München. In Aachen trat er als Geselle in die Werkstatt des neugotischen Bildhauers Friedrich Wilhelm Mengelberg ein. 1868 wurde Langenberg Mitglied der Aachener Junggesellen-Kongregation, die sich besonders der Marienverehrung widmete. 1872 begab er sich zu Studienzwecken nach München, wo er neben seiner Arbeit Zeichenkurse an der Feiertagszeichenschule belegte.
Auf der jährlichen stattfindenden Kunstausstellung 1873 wurde Langenberg mit einer Goldmedaille ausgezeichnet. Er verbrachte den September in Rom. 1890 erhielt Langenberg den ersten Großauftrag für einen Hochaltar in Weeze, dessen Konzeption wesentlich von dem Frankfurter Stadtpfarrer E.F.A. Münzenberger beeinflusst wurde. 1892 wurde Langenberg erstmals mit der Restaurierung des wertvollen spätgotischen Altars in St. Nicolai Kalkar betraut und traf mit dem Landeskonservator und bedeutenden Kunsthistoriker Paul Clemen zusammen.
In Begleitung des Venloer Kaplans Joseph Windhausen und dessen Bruder Albin Windhausen unternahm Langenberg 1898 eine Studienreise in mehrere Städte Norddeutschlands, die der Vorbereitung für seine Arbeit am Altar der Martinikerk zu Venlo diente. 1900 beschäftigte die Landsberg-Werkstatt bereits 30 Mitarbeiter. 1902 erhielt Langenberg auf der Düsseldorfer Kunst- und Gewerbeausstellung die Auszeichnung der Silbernen Staatsmedaille für den Hochaltar zu St. Godehard in Vorst.
Vom Kirchendienst befreit wurde Joseph Windhausen zum ständigen Berater Langenbergs und zog in dessen Gocher Wohnhaus ein. Unter der künstlerischen Leitung von Joseph Windhausen wurde das größte Werk Langenbergs 1911 im neoromanischen Stil, der Hochaltar zu St. Aposteln in Köln, fertiggestellt. Nach dem Tod seiner Ehefrau Henriette 1925 übergab Langenberg die Leitung seiner Werkstatt an seinen ältesten Sohn Josef Langenberg, der die Kunstgewerbeschule in München besucht hatte.
Nach dem Tod Windhausens (1931) löste 1936 Josef Langenberg die Werkstatt auf und ein Teil der Werkstatteinrichtung nebst Kunstwerken und Zeichnungen von Ferdinand Langenberg können im Gocher Museum besichtigt werden.
An der Roggenstraße steht das renovierte Langenberghaus, ein Fachwerkhaus mit Schnitzereien des Bildhauers Ferdinand Langenberg (Neugotik). Hier lebte der Künstler und führte seine Werkstatt. Der vorgelagerten Dachstuhl des Hauses ist mit Schnitzereien des Künstlers versehen.
Das Gocher Museum verwahrt eine beträchtliche Anzahl von Handzeichnungen, zahlreiche Werkstattfotos, Skulpturen und vor allem wertvolle Altarmodelle des Bildschnitzers auf. Hinzu kommen zahlreiche Requisiten aus seiner Werkstatt, persönliche Tagebücher, Musterbücher, Abrechnungsbücher über seine Mitarbeiter und vielerlei Werkzeug.

## Ferdinand-Langenberg-Kulturpreis der Stadt Goch
1989 stiftete die Verbandssparkasse Goch-Kevelaer-Weeze den nach Ferdinand Langenberg benannten Kulturpreis den u. a. folgende Preisträger erhielten:
- 1991: Rudolf Schoofs[2]
- 1993: Brigitte Gmareich-Jünemann (* 1948)[3]
- 1997: K. A. Janßen[4]
- 1999: Klaus Simon (Bildhauer)[5]